# Safa Sporting Club
Pour les articles homonymes, voir Safa.
Maillots
Actualités
Le Safa Sporting Club (arabe : نادي الصفاء الرياضي), plus couramment abrégé en Safa SC, est un club libanais de football fondé en 1939 et basé dans le quartier de Wata al-Mousseitbeh à Beyrouth, capitale du pays.
Le club est historiquement connu comme étant lié à la communauté druze du Liban,.

## Histoire
Créé en 1933 à un niveau amateur dans le quartier druze de Wata al-Mousseitbeh, le Safa Sporting Club est fondé officiellement 6 ans plus tard en 1939 par sept hommes : Maher Wahab, Anis Naaim, Hasib Al Jerdi, Amin Haidar, Chafik Nader, Toufik Al-Zouhairy et Adib Haidar.
Le 23 décembre 1948 , Safa obtient sa licence officielle de la part de la Fédération libanaise de football et entre directement en seconde division.
En 1961, Safa est promu en première division.

### Rivalité
Le Safa Sporting Club entretient une rivalité avec l'autre équipe druze libanaise, à savoir le Akhaa Ahli Aley FC. Le match entre les deux équipes est appelé le « Derby de la Montagne ».

## Palmarès
- Coupe de l'AFC
  - Finaliste : 2008

- Championnat du Liban (3)
  - Champion : 2012, 2013, 2016
  - Vice-champion : 1999, 2007, 2011, 2014

- Coupe du Liban (3)
  - Vainqueur : 1964, 1986, 2013
  - Finaliste : 1991, 1995, 2000, 2008, 2011

- Supercoupe du Liban (1)
  - Vainqueur : 2013
  - Finaliste : 2011, 2012

- Elit Cup (en) (2)
  - Vainqueur : 2009, 2012
  - Finaliste : 2011